# Česká volejbalová extraliga mužů 2008/2009
Česká volejbalová extraliga mužů 2008/09. (Česká kooperativa extraliga mužů) 
Základní část má 12 účastníků, každý s každým se utká dvakrát. Do play-off postoupí 8 nejlepších.
Další 3 týmy se čtyřkolově utkají o záchranu, poslední sestoupí. Tým juniorů ČR odstoupí po základní části.

## Tabulka po základní části
| Poř. | Tým                         | Záp. | Výh. | Por. | Sety  | Míče      | Body |
| ---- | --------------------------- | ---- | ---- | ---- | ----- | --------- | ---- |
| 1.   | VK Kladno                   | 22   | 18   | 4    | 57:24 | 1897:1752 | 40   |
| 2.   | VK DHL Ostrava              | 22   | 18   | 4    | 59:27 | 2003:1832 | 40   |
| 3.   | VK Jihostroj Č. Budějovice  | 22   | 16   | 6    | 56:28 | 1883:1701 | 38   |
| 4.   | VK Opava                    | 22   | 16   | 6    | 53:31 | 1809:1739 | 38   |
| 5.   | VK Dukla Liberec            | 22   | 15   | 7    | 54:29 | 1855:1638 | 37   |
| 6.   | VO Kocouři Vavex Příbram    | 22   | 12   | 10   | 45:42 | 1884:1848 | 34   |
| 7.   | VSC Fatra Zlín              | 22   | 12   | 10   | 41:44 | 1856:1829 | 34   |
| 8.   | JMP Volejbal Brno           | 22   | 8    | 14   | 39:45 | 1800:1779 | 30   |
| 9.   | SK Volejbal Ústí n. Labem   | 22   | 8    | 14   | 35:50 | 1755:1806 | 30   |
| 10.  | VK Karbo Benátky n. Jizerou | 22   | 5    | 17   | 29:54 | 1688:1838 | 27   |
| 11.  | ČZU Praha                   | 22   | 4    | 18   | 18:57 | 1426:1679 | 26   |
| 12.  | junioři ČR                  | 22   | 0    | 22   | 11:66 | 1460:1869 | 22   |

## O udržení (9.-11. místo)
Poslední tým sestupuje z extraligy.
- 07.03. 17:00 - Benátky n. Jiz. - ČZU Praha 3:1 (22,-17,24,22)
- 12.03. 18:00 - Ústí n. Lab. - Benátky n. Jiz. 3:2 (23, -23, -17, 22, 11).
- 15.03. 17:00 - ČZU Praha - Ústí n. Lab. 2:3 (-15, 22, -22, 23, -13)
- 19.03. 18:00 - ČZU Praha - Benátky n. Jiz. 2:3 (21, -18, 24, -22, -8)
- 21.03. 17:00 - Benátky n. Jiz. - Ústí n. Lab. 3:0 (14,23,29)
- 26.03. 18:00 - Ústí n. Lab. - ČZU Praha 3:1 (-21, -22, 26, -14)
- 01.04. 18:00 - Benátky n. Jiz. - ČZU Praha 3:0 (22,16,15),
- 03.04. 18:00 - Ústí n. Lab. - Benátky n. Jiz. 3:1 (-22, -16, 21, -17)
- 09.04. 18:00 - ČZU Praha - Ústí n. Lab. 2:3 (22, 18, –16, –23, –12)
- 11.04. 18:00 - ČZU Praha - Benátky n. Jiz. 2:3 (-18,23,-24,18,-14)
- 16.04. 18:30 - Benátky n. Jiz. - Ústí n. Lab. 3:1 (-23, -18, 25, -22)
- 19.04. 17:00 - Ústí n. Lab. - ČZU Praha 3:1 (24, -20, 21, 22)

| Poř.     | Tým                         | Záp. | Výh. | Por. | Sety  | Míče      | Body |
| -------- | --------------------------- | ---- | ---- | ---- | ----- | --------- | ---- |
| 1. (9.)  | SK Volejbal Ústí n. Labem   | 12   | 9    | 3    | 29:20 | 1120:1070 | 21   |
| 2. (10.) | VK Karbo Benátky n. Jizerou | 12   | 7    | 5    | 28:21 | 1106:1070 | 19   |
| 3. (11.) | ČZU Praha                   | 12   | 2    | 10   | 17:33 | 1051:1137 | 14   |

Tým ČZU Praha sestupuje do 1. ligy a v příštím ročníku nejvyšší soutěže ho nahradí tým EGE České Budějovice. Vítěz 1. ligy.

## Vyřazovací boje
|  | Čtvrtfinále                   | Čtvrtfinále                   |                |   | Semifinále | Semifinále |  |  | Finále | Finále |
|  |                               |                               |                |   |            |            |  |  |        |        |
|  |                               |                               |                |   |            |            |  |  |        |        |
|  | VK Kladno                     | 3                             |                |   |            |            |  |  |        |        |
|  | VK Kladno                     | 3                             |                |   |            |            |  |  |        |        |
|  | JMP Volejbal Brno             | 0                             |                |   |            |            |  |  |        |        |
|  | JMP Volejbal Brno             | 0                             | VK Kladno      | 3 |            |            |  |  |        |        |
|  |                               |                               | VK Kladno      | 3 |            |            |  |  |        |        |
|  |                               | VK Opava                      | 2              |   |            |            |  |  |        |        |
|  | VK Opava                      | VK Opava                      | 2              | 3 |            |            |  |  |        |        |
|  | VK Opava                      |                               |                | 3 |            |            |  |  |        |        |
|  | VK Dukla Liberec              | 1                             |                |   |            |            |  |  |        |        |
|  | VK Dukla Liberec              | 1                             | VK Kladno      | 1 |            |            |  |  |        |        |
|  |                               |                               | VK Kladno      | 1 |            |            |  |  |        |        |
|  |                               | VK Jihostroj České Budějovice | 3              |   |            |            |  |  |        |        |
|  | VK DHL Ostrava                | VK Jihostroj České Budějovice | 3              | 3 |            |            |  |  |        |        |
|  | VK DHL Ostrava                |                               |                | 3 |            |            |  |  |        |        |
|  | VSC Fatra Zlín                | 0                             |                |   |            |            |  |  |        |        |
|  | VSC Fatra Zlín                | 0                             | VK DHL Ostrava | 1 |            |            |  |  |        |        |
|  |                               |                               | VK DHL Ostrava | 1 |            |            |  |  |        |        |
|  |                               | VK Jihostroj České Budějovice | 3              |   |            |            |  |  |        |        |
|  | VK Jihostroj České Budějovice | VK Jihostroj České Budějovice | 3              | 3 |            |            |  |  |        |        |
|  | VK Jihostroj České Budějovice |                               |                | 3 |            |            |  |  |        |        |
|  | VO Kocouři Vavex Příbram      | 2                             |                |   |            |            |  |  |        |        |
|  | VO Kocouři Vavex Příbram      | 2                             |                |   |            |            |  |  |        |        |

### Čtvrtfinále
(na tři vítězství) 
VK Kladno 3 : 0 JMP Volejbal Brno
- 05.03. 18:00 Kladno – Brno 3:0 (20,19,10)
- 06.03. 17:00 Kladno –  Brno 3:1 (-23, 23, 21, 15)
- 13.03. 18:00 Brno - Kladno 2:3 (21, -19, -21, 19, -8)

VK DHL Ostrava  3 : 0 VSC Fatra Zlín
- 06.03. 17:00 Ostrava - Zlín 3:1 (-25, 23, 19, 17)
- 07.03. 17:00 Ostrava - Zlín 3:0 (23, 21, 22)
- 13.03. 17:00 Zlín - Ostrava 1:3 (-23, 13, -17, -25)

VK Jihostroj České Budějovice 3 : 2 VO Kocouři Vavex Příbram
- 06.03. 18:00 České Budějovice - Příbram 3:2 (15, -18, -19, 20, 10)
- 07.03. 17:00 České Budějovice - Příbram 2:3 (21, -15, -20, 20, -12)
- 13.03. 18:00 Příbram - České Budějovice 3:0 (14, 21, 12)
- 14.03. 18:00 Příbram - České Budějovice 1:3 (19, -25, -28, -22)
- 19.03. 17:30 České Budějovice - Příbram 3:0 (23, 10, 17)

VK Opava  3 : 1 VK Dukla Liberec
- 06.03. 18:00 Opava - Liberec 3:1 (-19, 20, 21, 24)
- 07.03. 17:00 Opava - Liberec 3:0 (21, 19, 20)
- 15.03. 18:00 Liberec - Opava 3:1 (-22, 26, 16, 21)
- 16.03. 17:30 Liberec - Opava 2:3 (18, -21, -24, 15, -9)

### Semifinále
(na tři vítězství) 
 VK Kladno 3 : 2  VK Opava
- 29.03. 18:00 Kladno - Opava  3:0 (23, 21, 24)
- 30.03. 18:00 Kladno - Opava  3:1 (-22, 18, 19, 14)
- 07.04. 17:00 Opava - Kladno  3:0 (24, 21, 21)
- 08.04. 18:00 Opava - Kladno  3:0 (23, 22, 15)
- 11.04. 18:00 Kladno - Opava  3:1 (22, -32, 13, 22)

VK DHL Ostrava 1 : 3  VK Jihostroj České Budějovice
- 27.03. 17:00 Ostrava - České Budějovice  2:3 (23, 18, -23, -23, -10)
- 28.03. 17:00 Ostrava - České Budějovice  0:3 (-16, -18, -23)
- 02.04. 17:30 České Budějovice - Ostrava  2:3 (19, -21, 27, -23, -12)
- 03.04. 17:30 České Budějovice - Ostrava  3:1 (21, 19, -21, 21)

### O 3. místo
(na dvě vítězství) 
VK DHL Ostrava 2 : 0  VK Opava
- 18.04. 17:00 Ostrava - Opava  3:0 (18, 16, 19)
- 25.04. 17:00 Opava - Ostrava  1:3 (23, -22, -23, -19)

### Finále
(na tři vítězství) 
VK Kladno 1 : 3 VK Jihostroj České Budějovice
- 17.04. 17:00 Kladno - České Budějovice  2:3 (-33, 23, -21, 14, -12)
- 18.04. 17:00 Kladno - České Budějovice  3:2 (27, 23, -20, -23, 12)
- 23.04. 17:00 České Budějovice - Kladno  3:0 (20, 21, 17)
- 24.04. 17:00 České Budějovice - Kladno  3:2 (-22, -27, 15, 22, 9)

## Konečná tabulka
Konečná tabulka play off
| Pořadí | Tým                           |
| ------ | ----------------------------- |
| 1.     | VK Jihostroj České Budějovice |
| 2.     | VK Kladno                     |
| 3.     | VK DHL Ostrava                |
| 4.     | VK Opava                      |
| 5.     | VK Dukla Liberec              |
| 6.     | VO Kocouři Vavex Příbram      |
| 7.     | VSC Fatra Zlín                |
| 8.     | JMP Volejbal Brno             |